# Torre Donà
Torre Donà è il mastio del castello di Rovigo, uno dei simboli della città e una delle tre torri di epoca medioevale sopravvissute del centro abitato del Veneto meridionale, oltre che capoluogo dell'omonima provincia e del Polesine.
Particolarmente caratteristica per la sua pendenza e per il suo alto merlo che ospitò per secoli la campana cittadina, è considerata tra le più alte torri italiane di origine medievale, con i suoi 51,26 metri di altezza. Di natura essenzialmente difensiva, questa risulta costruita in mattoni e laterizi regolari, disponendo di poche finestre ad arco ed alcune di esse ad arco a tutto sesto, il tutto ornato da una merlatura ghibellina in cotto, disposta agli angoli della torre.
La struttura risulta ben conservata, per anni accessibile al pubblico, e ripropone l'aspetto delle diverse altre torri a funzione di difesa presenti in città. Un progetto relativo alla riqualificazione dell'area e al restauro del castello e delle sue componenti, protrattosi a cavallo del XX e XXI secolo, ha permesso di riaprire al pubblico con guida turistica a supporto nell'estate 2020.